# 유스티누스 2세
유스티누스 2세(Flavius Iustinus Iunior Augustus, 520년경 - 578년 10월 4일은 동로마 황제로 유스티니아누스 대제의 조카로 565년 대제가 죽자 황제에 추대되었다. 그의 치세는 아바르족과 롬바르드족의 침입과 사산조 페르시아와의 전쟁으로 얼룩졌다.
565년 11월 황제가 된 직후 유스티누스는 아바르족과 사산조 페르시아의 공물요구를 단호하게 물리쳐 시민들의 인기를 얻었지만 효과적으로 대처하지는 못했다. 동로마 제국이 아바르족의 침입에 대처하느라고 여력이 없는 동안 롬바르드족은 568년 이탈리아를 침공해 토스카나지방에서 정착하고 스폴레토와 베네벤토에 독립 공국을 세웠다.
572년 아르메니아 왕국이 기독교로 개종하고 사산조 페르시아와 마찰을 일으키자 동로마 제국은 이에 개입하여 사산조와 전쟁을 벌였다. 초기부터 페르시아는 비잔티움의 공격을 물리치고 영토를 침공하여 573년 11월 다라를 비롯한 수많은 제국의 도시를 점령했다. 유스티누스는 정신질환을 앓게되고 황후 소피아가 그를 대신해서 정치에 관여하고 574년 사산조와 평화 협상에 착수했고 공물을 바치는 조건으로 휴전을 맺었다. 유스티누스의 정신병은 주변 사람을 마구 폭행하는 광기로 번져 결국 소피아는 티베리우스 장군을 부제(caesar)로 삼고 공동으로 섭정을 맡았다.
종교적으로도 황제는 즉위전에는 단성론자였다가 제위 초기에는 정통 기독교로 돌아서면서 단성론자에 대한 관용정책을 폈으나 나중에는 대대적인 탄압을 폈다.
유스티누스는 578년 10월 4일 후계자 없이 죽었고 티베리우스가 뒤를 이어 황제가 되었다.